# Hans Macklier
Hans Makeleir, född 1604 i Skottland, död den 7 juli 1666 i Göteborg (begravd 16 augusti 1666), var en svensk-skotsk köpman.

## Biografi
Hans Makeleir var son till Hector Og Maclean (1583–1623) och Isabella Acheson. Han förekommer i dokumenten första gången 1623–1624 då han fungerar som leverantör åt Maria Eleonora av Brandenburg. Han bodde då troligen i Stockholm. En farbror till honom, Jacob Makeleir hade då varit borgare i Stockholm ända sedan 1609. 1629 gifte han sig med Anna Gubbertz, en syster till farbroderns hustru, och fick då burskap som köpman i Göteborg. Åren 1632–1650 var han rådförvant i Göteborg och deltog i riksdagarna 1632, 1649, 1655 och 1660. År 1635 lånade han drottning Kristina 1150 thaler för upprustning av armén i en tid då stadsfinanserna var mycket dåliga. Tillsammans med Adrian Anckarhielm tilldelades han 1646 Göteborgs första industriprivilegium, för ett vantmakeri och repslageri. För sina insatser under Torstensonska kriget mot Danmark adlades han 20 maj 1649 av drottning Kristina under namnet Macklier och fick sätesfrihet på sina gårdar i Gåsevadholm och Hageby. 1651 köpte han Särö som förvandlades till säteri. 1659 erhöll han Fröllinge som ersättning för fordringar på kronan, och han innehade även andra gods i Östergötland och Uppland. Han gjorde omfattande vapenleveranser till Karl II av England och gjordes därför till baronet av honom i maj 1649.
John Hans Makeléer och Anna fick 15 barn varav tio överlevde till vuxen ålder. Efter Annas död 1653 gifte han om sig med Lilian Hamilton den 30 december 1655 och sedan han återigen blivit änkling, gifte han sig med överste Johan Gordons änka Anna Thomson 1658.